# 1788 na literatura

## Nascimentos
| Data            | Nome           | Profissão | Nacionalidade  | Observações |
| --------------- | -------------- | --------- | -------------- | ----------- |
| 22 de janeiro   | Lord Byron     | poeta     | Inglaterra     | m. 1824     |
| 28 de fevereiro | Samuel Bamford | escritor  | Inglaterra     | m. 1872     |
| 22 de setembro  | Theodore Hook  | escritor  | Inglaterra     | m. 1841     |
| 24 de outubro   | Sarah Hale     | escritor  | Estados Unidos | m. 1879     |
| 6 de dezembro   | Richard Barham | poeta     | Inglaterra     | m. 1845     |

## Mortes
| Data | Nome | Profissão | Nacionalidade | Observações | Ref |
| ---- | ---- | --------- | ------------- | ----------- | --- |